# Боснаско
Боснаско (итал. Bosnasco) је насеље у Италији у округу Павија, региону Ломбардија.
Према процени из 2011. у насељу је живело 76 становника. Насеље се налази на надморској висини од 120 м.

## Становништво
| 1931. | 1936. | 1951. | 1961. | 1971. | 1981. | 1991. | 2001. | 2011. |
| ----- | ----- | ----- | ----- | ----- | ----- | ----- | ----- | ----- |
| 957   | 951   | 917   | 801   | 661   | 606   | 596   | 600   | 633   |